# Drabinianka
Drabinianka – część Rzeszowa, dzielnica niestanowiąca jednostki pomocniczej gminy, ulokowana na gruntach dawnej wsi o tej samej nazwie.

## Charakterystyka
Obecna dzielnica położona jest na południe od al. Powstańców Warszawy, która powstała na przełomie lat 60. i 70. jako część obwodnicy śródmieścia, dzieląc dotychczasowa Drabiniankę na 2 części: północną i południową.
Historycznie jednak, włączona w 1951 roku do Rzeszowa podmiejska wieś Drabinianka obejmowała także obszary na północ, wzdłuż Wisłoka aż po ówczesną granicę z miastem na potoku Czekaj (rejon dzisiejszych ulic Podwisłocze i Wierzbowej oraz Mostu Zamkowego) oraz tereny na wschód w kierunku ul. Rejtana aż po nowy cmentarz żydowski przy ul. Dołowej, a przed rokiem 1902 także tereny w pobliżu rzeszowskiego zamku po zachodniej stronie rzeki Wisłok. Na tej północnej prawobrzeżnej części Drabinianki powstało w latach 70., po całkowitym wyburzeniu starej wiejskiej zabudowy, osiedle Nowe Miasto. Ambitne zamierzenia urbanistycznego zagospodarowania tej dzielnicy z lat 60., ze stadionem, teatrem, kilkoma mostami spinającymi ją ze śródmieściem i kilkoma bezkolizyjnymi skrzyżowaniami zachowały się tylko w formie planów i makiet; wysokie koszty budowy takiej dzielnicy, brak należytego uzbrojenia terenów w latach 60., a także naciski na szybką realizację dużej liczby mieszkań w latach 70. spowodowały korektę planów i powstanie dzielnicy jednakowych 11-piętrowych bloków z wielkiej płyty; ustawionych południkowo, co miało ułatwiać i przyspieszyć cykl realizacyjny oddawania nowych mieszkań nie tylko przez ich typizację, ale choćby też przez łatwość obsługi budowy dwóch bloków jednocześnie przez jeden dźwig wieżowy transportujący na poszczególne kondygnacje elementy niezbędne do budowy.
Osiedle Nowe Miasto aż do lat 90. borykało się z brakiem podstawowej infrastruktury (sklepów, parków) i dużym zaniedbaniem przestrzeni; wyjątkiem była szybka budowa dużej szkoły podstawowej i dwóch przedszkoli.
Dzieląca na 2 części historyczną Drabiniankę aleja Powstańców Warszawy ukształtowała obecny obraz i zasięg obu dzielnic i terminu Drabinianka zaczęto używać tylko dla terenu po południowej stronie alei. Taki obszar działania wyznaczono także dla Rady Osiedla Drabinianka, tworząc dla Nowego Miasta odrębną siedzibę rady i odrębne terytorium.
Bezpośrednio przy al. Powstańców Warszawy znajduje się kilka wieżowców Spółdzielni Mieszkaniowej „Metalowiec” oraz SM „Energetyk”. Dalej, w kierunku południowym, dominują pozostałości starej zabudowy Drabinianki oraz przybywa nowych domków jednorodzinnych, choć dzielnica, szczególnie bliżej południowych granic miasta, zachowała częściowo charakter wsi podmiejskiej. Ta część miasta jednak wciąż się rozbudowuje, powstaje tu głównie zabudowa jednorodzinna, oraz w jej części północnej niewielkie bloki mieszkalne: ul. Kwiatkowskiego, Grabskiego, Nowowiejska, Sienna. Niedawno zostały wybudowane nowe bloki na ul.Jazowej. Dzielnice zamyka od zachodu zalew na Wisłoku, powstały w wyniku zbudowania w roku 1971 mosto-zapory na ciągu al. Powstańców Warszawy.
Na terenie dzielnicy powstało miasteczko domów studenckich Uniwersytetu Rzeszowskiego przy ul. Cichej, a na początku lat 70. planowano tutaj rozmieszczenie także budynków dydaktycznych Uniwersytetu (wówczas Wyższej Szkole Pedagogicznej), ale plany te zarzucono m.in. ze względu na rozpoczęte w dzielnicy poszukiwania ropy naftowej i gazu ziemnego. Dziś działa tu jedna z dwóch w Rzeszowie (druga na Przybyszówce) kopalnia gazu ziemnego „Zalesie” – na terenie Drabinianki znajduje się 9 z 10 czynnych odwiertów. Szacowane zasoby to 10 mld metrów sześciennych gazu. Gaz z Drabinianki zasila sieć rzeszowską i prawobrzeżne miejscowości na południe od Rzeszowa – eksploatacja przewidziana jest jeszcze na 35–50 lat.
Od roku 1925 na Drabiniance działa Ochotnicza Straż Pożarna mająca swoją siedzibę w remizie strażackiej i obecnym Domu Kultury Drabinianka.
Na Drabiniance przecina się równy południk 22°00′E i równy równoleżnik 50°00′N.
Wieś Drabinianka w źródłach historycznych po raz pierwszy została odnotowana w roku 1423. Początkowo należała do dóbr tyczyńskich Ottona z Pilczy i była wtedy najdalej wysuniętą na północ osadą ziemi sanockiej. W 1450 roku właścicielem wsi był wnuk Ottona Jan z Pilczy, a syn Elżbiety Granowskiej trzeciej żony Władysława Jagiełły. Tereny Drabinianki były miejscem częstych najazdów obcych wojsk. W 1498 wieś spustoszyły oddziały Tatarów, Turków i Wołochów, a w roku 1524 okolice Rzeszowa zostały najechane przez 40-tysięczną armię turecką. Teren Drabinianki był oprócz działań wojennych często nawiedzany przez powodzie, gradobicia oraz przez plagi szarańczy.
W okresie panowania Spytka Ligezy w Drabiniance była już karczma i młyn. Dane statystyczne (źródła kościelne):
```
1761 r. 51 gospodarstw
1788 r. 63 domów
1790 r. 67 domów, 100 rodzin (całkowita liczba mieszkańców 447 dusz)
1800 r. 71 domów, 98 rodzin
1824 r. 197 domów, 227 rodzin
```

Przez Drabiniankę prowadziła jedna z ważniejszych dróg z Rzeszowa do Tyczyna. Biegła ona wzdłuż rzeki Wisłok, przecinała ją droga łącząca Drabiniankę z Zalesiem. Obie drogi miały odrębne mosty na rzece Strug.
Drabinianka była podzielona przez niwy: Pasternik, Szopiska, Kaczeniec, Zagumnie, Katy, Podwisłocze, Katy Zagrodnicze
We wsi znajdowała się filialna szkoła ludowa, kasa zapomogowo pożyczkowa. Ruiny szkoły można było jeszcze do niedawna zobaczyć za figurą Matki Bożej przy ulicy Kwiatkowskiego.
Od 1924 roku na Drabiniance działa Ochotnicza Straż Pożarna założona przez Jozefa Pacześniaka i Antoniego Domine.
Rzeszowska Rada Miasta uchwałą z 24 marca 1902 roku postanowiła upamiętnić fakt przyłączenia nowych terenów do miasta tablicą pamiątkowa. Do miasta przyłączono wtedy część Drabinianki położona na zachodnim brzegu Wisłoka, tzn. Maćkowkę. Pozostałą cześć dołączono dopiero po okresie powojennym. Ze sporej części Drabinianki powstało Nowe Miasto (dzielnica Rzeszowa). Pamiątką po wiosce jest kilka drewnianych budynków oraz kapliczka nieopodal przychodni na ul. Rejtana i nazwa przystanku – Czekaj.
Drabinianka jako jedno z niewielu w Rzeszowie osiedli posiada własne godło. Przedstawia ono niebieską tarczę z dwoma białymi krzyżami umieszczonymi po lewej i prawej stronie tarczy, z rysunkiem drabiny pośrodku. W 2007 roku na terenie Drabinianki powstała nowa parafia. Od wiosny 2008 trwają prace nad domem parafialnym i plebanią.
We wsi w 1946 urodził się Jan Domarski – piłkarz grający na pozycji napastnika, reprezentant Polski, uczestnik i zdobywca trzeciego miejsca podczas mistrzostw świata w Niemczech w 1974.